# کابوی لخت
رابرت جان بِرک (انگلیسی: Naked Cowboy؛ زادهٔ ۲۳ دسامبر ۱۹۷۰) که با نام کابوی لخت معروف تر است هنرپیشه، خوانندگی، ترانه‌سرا، نویسنده، و هنرمند اجرای خیابانی آمریکایی است که در تایمز اسکوئر نیویورک به اجرا می‌پردازد. او تنها کلاه کابوی چکمه کابوی و یک اسلیپ سفید می‌پوشد، و گیتاری را به نحو استراتژیک در دست دارد که توهم برهنگی را القا کند.